# Dienst voor de Veiligheid van de Staat

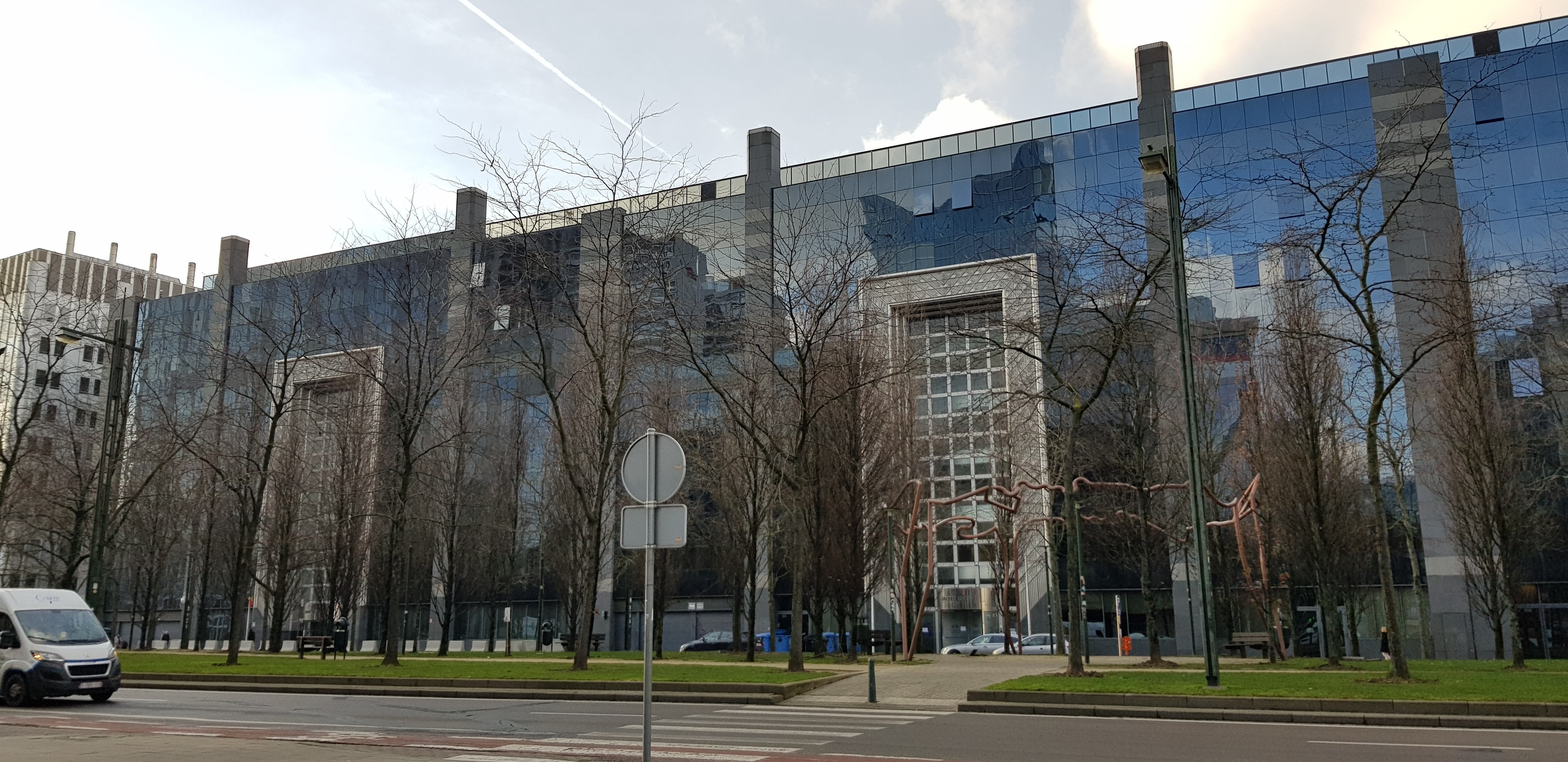
Kantoorgebouw North Gate in Brussel, waar het hoofdkantoor van de VSSE gehuisvest is

De Dienst voor de Veiligheid van de Staat/Sûreté de l'État (VSSE), of kortweg Staatsveiligheid, is een afdeling van de Belgische Federale Overheidsdienst Justitie. Het is de enige burgerlijke geheime dienst van België. De militaire tegenhanger is de Algemene Dienst Inlichting en Veiligheid van de Krijgsmacht (ADIV).
Het hoofdkantoor van de VSSE is gevestigd in het kantoorgebouw North Gate aan de Koning Albert II-laan 6 in Brussel. Daarnaast zijn er afdelingen in Antwerpen, Bergen, Luik, Charleroi, Hasselt, Brugge en Gent. In 2018 telde de dienst 627 personeelsleden.

## Hoofdtaken
De opdracht van de Staatsveiligheid is vierledig en beschreven in de wet houdende regeling van de inlichtingen- en veiligheidsdienst van 30 november 1998: 
1. Het inwinnen, analyseren en verwerken van inlichtingen over activiteiten die de inwendige en/of uitwendige veiligheid van de staat kunnen bedreigen.
2. Het uitvoeren van onderzoek dat haar wordt toevertrouwd, waaronder personenonderzoek van wie in het bezit moet zijn van een veiligheidsmachtiging om toegang te hebben tot geheime of vertrouwelijke informatie.
3. Personenbescherming op vraag van de Minister van Binnenlandse Zaken zoals buitenlandse staatshoofden.
4. Alle andere opdrachten die haar door worden toevertrouwd zoals de aanvragen voor het dragen van een vuurwapen door wie geen verblijfplaats in België heeft.

## Werking
De Veiligheid van de Staat verzamelt inlichtingen betreffende de volgende gebieden: ideologisch extremisme, georganiseerde misdaad, radicalisme, schadelijke sektarische organisaties, contraspionage, wapenproliferatie, terrorisme, wetenschappelijke en economische spionage. Drugsdelicten behoren niet tot de bevoegdheid van de Staatsveiligheid.
In 2016 onderhield de dienst bilaterale samenwerkingsrelaties met 93 buitenlandse geheime diensten in 69 landen over de hele wereld. Met deze diensten werden in 2015 zo'n 16.000 inlichtingenberichten uitgewisseld. Daarnaast neemt de VSSE onder meer deel aan de multilaterale samenwerkingsverbanden van de Club de Berne en de Counter Terrorism Group (CTG).
De Staatsveiligheid heeft aanleiding gegeven tot het opsommen van een aantal strafbare feiten in het Belgische Strafwetboek (art. 101-136).  Dat gaat onder meer over aanslagen tegen de koning en de regering, aanslagen tegen de uitwendige veiligheid, bijvoorbeeld het opnemen van de wapens of spioneren voor de vijand, en aanslagen tegen de inwendige veiligheid, bijvoorbeeld het organiseren van burgeroorlog, verwoesting, mensenslachting of plundering.  Onder de inwendige veiligheid valt ook het verbod op privé-milities. De VSSE beschikt in 2018 over een budget van ca. 63 miljoen euro.
Daarvoor gebruikt de Dienst informanten die niet in de gerechtelijke dossiers voorkomen, voor hun bescherming. Het is niet toegestaan zonder gerechtelijk bevel telefoons af te luisteren. Wel zijn telefoonbedrijven verplicht om gedurende een jaar de gespreksinformatie op te slaan (tijd, plaats, duur). Op 17 juli 2009 werd door de Senaat het wetsvoorstel op de Bijzondere Inlichtingenmethodes goedgekeurd. Deze wet moest de inlichtingendiensten meer mogelijkheden verschaffen voor het voeren van onderzoek, en liet voor het eerst echte spionagetechnieken toe (telefoontap, doorzoeken van eigendommen, plaatsen van afluisterapparatuur, infiltraties door geheim agenten, opzetten van rechtspersonen door de inlichtingendiensten) toe. Het aanvankelijke wetsvoorstel van de regering stootte op heel wat kritiek, omdat de democratische (parlementaire) controle onvoldoende zou zijn. Daarom dienden enkele senatoren een nieuw wetsvoorstel in, dat uiteindelijk drie jaar in behandeling was. De inlichtingendiensten waren vragende partij voor de wetgeving, daar zij de wettelijke middelen (die enkel mogelijkheid gaven om met informanten te werken) onvoldoende achtten om de taken naar behoren uit te voeren.
In 2010 trad de Wet op de Bijzondere Inlichtingenmethoden (BIM) in werking, die bepaalde wat voor technische middelen voor welke dreiging konden worden ingezet. Dit moet gebeuren volgens de principes van de subsidiariteit en de proportionaliteit, en is gelimiteerd in de tijd. De toekenning van de machtiging om de methoden toe te passen wordt gecontroleerd door een commissie van drie gespecialiseerde magistraten, en wordt daarna nogmaals gecontroleerd op zijn wettelijkheid door het Comité I. De meest intrusieve methoden moeten op voorhand worden goedgekeurd door de BIM-Commissie. Het merendeel van de machtigingen betreft de identificatie en/of localisatie van telefoonnummers. De Staatsveiligheid zet haar BIM-methoden het meest in ten behoeve van het contraterrorisme, gevolgd door contraspionage. Na de aanslagen in Brussel op 22 maart 2016 werd de wet aangepast om de Belgische inlichtingendiensten meer bevoegdheden te geven, o.a. om ook in het buitenland aan inlichtingenvergaring te doen.
De sectie "Persoonsbescherming" zorgde voor de beveiliging van bezoekende staats- en regeringsleiders, bedreigde politici en ambassadeurs van "gevoelige" landen. Deze werd in 2016 naar de Federale Politie overgeheveld.
De Staatsveiligheid en haar militaire tegenhanger ADIV, net als fusiecenter OCAD, zijn onderworpen aan democratische controle uitgeoefend door het Vast Comité voor Toezicht op de Inlichtingen- en Veiligheidsdiensten (Comité I), die rapporteert aan het Parlement in de Bijzondere Commissie Belast met de Parlementaire Begeleiding van het Vast Comité van Toezicht op de Politiediensten en van het Vast Comité van Toezicht op de Inlichtingen- en Veiligheidsdiensten.

## Geschiedenis
De 'Sûreté' of Openbare Veiligheid was een van de vijf directies die door het Voorlopig Bewind werden opgericht in 1830. De enige ook die niet uitgroeide tot een volwaardig ministerie, maar bestuurd bleef door een 'administrateur generaal' die met zijn dienst aangehecht was aan het Ministerie van Justitie. Bij de aanvang ging het om een heel bescheiden dienst met slechts enkele medewerkers. Toch is het de op een na oudste inlichtingsdienst ter wereld en moet het enkel de inlichtingsdienst van het Vaticaan voor laten.
De Dienst Openbare Veiligheid, onder leiding van een administrateur-generaal, was afwisselend bij het Ministerie van Justitie, dan weer bij het Ministerie van Binnenlandse Zaken gevoegd. Zij bestond als Administration de la Sûreté Publique uit 'Vreemdelingenpolitie' (Police des étrangers) en 'Veiligheid van de Staat' (Sûreté de l'Etat). Die laatste deed aan inlichtingenwerk. Nadat de Openbare Veiligheid zich de eerste tien jaar van Belgiës bestaan moest concentreren op Hollandse spionage en door Nederland geïnspireerde pogingen tot staatsgreep, speelde de veiligheidsdienst samen met het leger een instrumentale rol in het verhinderen van een republikeinse staatsgreep in 1848. Een ander belangrijk succes was het ad hoc opzetten van een uitgebreide inlichtingennetwerk aan de Belgische grenzen tijdens de Frans-Duitse oorlog van 1870, terwijl de vrees voor een invasie van het Belgisch grondgebied groot was. Voor de rest vormden het socialisme en andere dissidente bewegingen, of elementen die als "subversief" werden aanzien, een voorname focus voor de Veiligheid. Bij gebrek aan wettelijk kader die bepaalde hoe ver de dienst daarin mocht gaan, kwam de Openbare Veiligheid in 1888 in grote verlegenheid met de zogenaamde "Affaire Pourbaix" waarbij uitkwam dat informanten en agenten van de inlichtingendienst zelf een republikeinse samenzwering hadden georganiseerd bij wijze van provocatie. Als gevolg werd de Openbare Veiligheid gekortwiekt en werd haar budget teruggedreven. Dat was echter van korte duur, aangezien vanaf de jaren 1890 Europa te maken kreeg met een golf van terroristische aanslagen gepleegd door Russische anarchisten en hun sympathisanten. In deze jaren bouwde de Veiligheid een intensieve samenwerking uit met o.a. de Russische geheime dienst van de tsaar, met de Britse Special Branch, en haalde ze de reeds hechte banden met de Franse geheime dienst verder aan.
Tijdens de Eerste Wereldoorlog werd het inlichtingenwerk en de coördinatie van het verzet opgenomen door de in 1915 opgerichte militaire inlichtingendienst. Van de activiteiten van de Openbare Veiligheid in die periode is nagenoeg niets gekend. Met de komst van een militaire inlichtingendienst vielen sommige bevoegdheden van de Veiligheid nu aan de militaire dienst toe, in het bijzonder de contraspionage, tot deze laatste in 1929 omwille van een schandaal werd afgeschaft en zijn bevoegdheden opnieuw werden overgeheveld naar de Openbare Veiligheid. In 1929 had een grote reorganisatie plaats, waarbij de dienst werd opgesplitst in een Eerste directie Veiligheid van de Staat en een Tweede directie Vreemdelingenpolitie, elk onder een adjunct-administrateur-generaal. Vanaf dan werd de naam van de dienst gangbaar "Dienst voor de Veiligheid van de Staat", of in de volksmond vaak "Staatsveiligheid". In de jaren 1930 bekommerde de dienst zich om het opkomende communisme en fascisme, als ook het Vlaams nationalisme. In 1937 werd de militaire inlichtingendienst terug opgericht opnieuw met contraspionage als taak, vooral gericht tegen Duitsland. De Duitse dreiging bracht de Belgische regering er in 1940 zelfs toe de twee inlichtingendiensten te verenigen onder het Ministerie van Defensie.
De Veiligheid van de Staat werd door de Duitse bezetter afgeschaft; de Vreemdelingenpolitie bleef in stand. In ballingschap in Londen werd de Staatsveiligheid prompt opnieuw geïnstalleerd. Zowel zij als de militaire inlichtingendienst legden zich toe op de coördinatie van het verzet in België in samenwerking met de Britse geheime diensten. Dit leidde tot veel conflicten tussen de Staatsveiligheid en haar militaire tegenhanger. De burgerlijke inlichtingendienst werd immers toegelaten het voortouw te nemen in de coördinatie van het verzet, door de regering die, in conflict met de in België krijgsgevangen Leopold III, de militaire inlichtingendienst enigszins wantrouwde. Die kwam daardoor wat op het achterplan terecht en was daar zeer misnoegd over. Het gekibbel werd op den duur zo erg dat in 1943 een 'Hoog commissariaat voor de Veiligheid van de Staat' werd opgericht, afhangende van de Minister van Defensie, met als hoog commissaris Walter Ganshof van der Meersch, om conflicten te beslechten en de onderlinge relaties te verbeteren. De rivaliteit bleef echter een ingebakken aspect van de interactie tussen de twee diensten.
Na de oorlog keerde de Staatsveiligheid terug naar België en speelde een hoofdrol bij het onderzoeken en bestraffen van de collaboratie met de Duitsers. Zij ontplooide opnieuw haar activiteiten als politieke politie, eerst tegen de tegenstanders van de terugkeer van Leopold III (de Koningskwestie) en dan vooral tegen de nieuwe dreiging van het communisme. Spionage en de uitbouw van de zogenaamde Stay Behind-netwerken, om verzet te faciliteren tegen een gevreesde Sovjet invasie, omvatte een belangrijk deel van het takenpakket. Met de komst van de NAVO naar België in 1967 werd contraspionage nog belangrijker. Het Belgisch veiligheidsbudget nam gestaag toe onder impuls van de Britten en de Amerikanen. Vanaf de jaren 1970 keerde een oud zeer terug: het internationaal terrorisme stak opnieuw de kop op. De Staatsveiligheid speelde een sleutelrol in heel wat terrorismedossiers en bouwde zo een gerespecteerde reputatie op onder haar zusterdiensten in het buitenland. Terwijl ze in de vroege jaren 1980 redelijk snel succes boekte tegen de CCC, kwam de dienst echter in opspraak naar aanleiding van een aantal schandalen die te maken hadden met extreemrechtse groeperingen zoals de Westland New Post, de onthullingen omtrent de Stay behind-operatie en andere private milities, en mysteries rondom de Bende van Nijvel. Vanaf de late jaren tachtig stond de dienst op de rand van de afgrond, terwijl een parlementaire commissie zich boog over de schandalen en de traumatische gebeurtenissen. Voornaamste conclusie van de parlementaire onderzoeken was de nood aan een wettelijk kader voor de werking van de inlichtingendiensten.
Terwijl het wettelijk kader werkt uitgewerkt rolde de Staatsveiligheid nog de laatste restanten van de KGB in België op nadat de Sovjet Unie was gevallen. De dienst kampte echter met een grote malaise omwille van de destabilisatie van de vorige jaren en de onzekerheid over het voortbestaan van de dienst. In afwachting van de nieuwe wet werd de dienst geherstructureerd en klaargestoomd voor de parlementaire controle door het Comité I, dat vanaf 1994 begon de activiteiten van de Belgische inlichtingendiensten te controleren. In 1998 trad dan de Organieke Wet op de Inlichtingen- en Veiligheidsdiensten in werking, waarin de bevoegdheden en de mogelijkheden van de diensten werden bepaald, en ook de dreigingen werden gedefinieerd waartegen de diensten België moeten beschermen.
In 2005 vierde de Veiligheid van de Staat haar 175ste verjaardag met een tentoonstelling, "Undercover", die plaatsvond in het Rijksarchief, en een publicatie van Politeia waarvoor academici en analisten van de VSSE bijdragen leverden (zie hieronder).
In 2006 werd de Staatsveiligheid in verlegenheid gebracht doordat de radicale Turkse activiste Fehriye Erdal, één dag voor het verschijnen voor de rechtbank wegens terroristische activiteiten, kon ontsnappen aan de agenten van de dienst. De administrateur-generaal Koen Dassen nam ontslag. Hij werd opgevolgd door Alain Winants. In 2014 werd Winants opgevolgd door Jaak Raes, tot dan de directeur-generaal van het crisiscentrum van Binnenlandse Zaken.
In 2022 tipte de Staatsveiligheid de FBI over een Irakese terrorist. Een moordaanslag op de voormalige Amerikaanse president George W. Bush werd hierdoor verijdeld.

## Administrateurs generaal
Opeenvolgende administrateurs-generaal:

### Administratie Openbare Veiligheid
- Isidore Plaisant (1830-1831)
- Emmanuel François (1831-1839)
- Alexis Hody (1840-1852)
- Napoleon Joseph Verheyen (1852-1869)
- Victor Berden (1869-1882)
- Adolphe Gautier de Rasse (1882-1890)
- François Delatour (1890-1903)
- Jules De Rode (1903-1906)
- Louis Gonne (1906-1927)
- Alfred Rémy (1927-1929)
- René Beltjens (1929-1933)
- Robert de Foy (1933-1943) (vanaf juni 1940 alleen Vreemdelingenpolitie)
- X (1943-1944)

### Administratie Veiligheid van de Staat
- Fernand Lepage (november 1940 - augustus 1944 in Londen; augustus tot november 1944 in Brussel)
- Pol Bihin (1944-1947) was een magistraat met een linkse zo niet zelfs uiterst linkse signatuur, die bijna vanzelfsprekend moest wijken toen de Koude Oorlog begon.[19]
- Robert de Foy (1947-1958)
- Ludovic Caeymaex (1958-1977)
- Albert Raes (1977-1990)
- Stéphane Schewebach (1990-1993) - Hij werd ad interim benoemd, was gecatalogeerd als Franstalig socialist en werd nadien directeur-generaal van de van de Staatsveiligheid afgesplitste Vreemdelingendienst.
- Bart Van Lijsebeth (1994-1999).
- Godelieve Timmermans (2000-2002) - Adjunct van Van Lijsebeth benoemd in 1994, werd deze Franstalige juriste (°1953) de eerste vrouw aan het hoofd van de Staatsveiligheid.
- Koenraad Dassen (2002-2005) - Jonkheer Koenraad Dassen (°1954), van liberale signatuur, was advocaat, kabinetschef van gouverneur Andries Kinsbergen, arrondissementscommissaris voor Sint-Niklaas en Dendermonde, kabinetschef van minister van binnenlandse zaken Antoine Duquesne. Hij moest voortijdig ontslag nemen als hoofd van de Staatsveiligheid.
- Alain Winants (2006-2014) (°1954) - Jurist (Vrije Universiteit Brussel), magistraat bij het parket generaal in Brussel (1993-2006) en na zijn mandaat bij de Staatsveiligheid, vanaf 2014 advocaat-generaal bij het Hof van Cassatie.
- Jaak Raes (2014-)[20] - Raes (°Aalst, 7 juli 1960), met een CD&V-etiket, bekleedde een topfunctie bij de gerechtelijke politie en was directeur-generaal van het Crisiscentrum, dat bij rampen, verhoogde terreurdreiging en andere crisissen de acties op het terrein leidt. Hij was ook, ad interim, voorzitter van de federale overheidsdienst Binnenlandse Zaken. In 2022 verliet Raes de actieve dienst, om gezondheidsredenen. Hij bleef niettemin de titel van administrateur behouden en werd door een administrateur ad interim opgevolgd.
- Francisca Bostyn (2024-[21]

### Hoog Commissariaat
Kort voor, tijdens en kort na de oorlog bestond een Hoog Commissariaat voor de Veiligheid van de Staat, afhangende van het Ministerie van Defensie. Deze dienst was onafhankelijk en stond hiërarchisch boven de twee inlichtingendiensten, die tijdens de oorlog niet met elkaar konden samenwerken.
- Hoog Commissaris voor de Veiligheid van de Staat was Walter Ganshof van der Meersch
  - van maart tot juni 1940, in Brussel,
  - in 1943 tot begin september 1944 in Londen,
  - van september 1944 tot 1947 in Brussel.